# ブランカ・ガルセス・デ・ナバラ

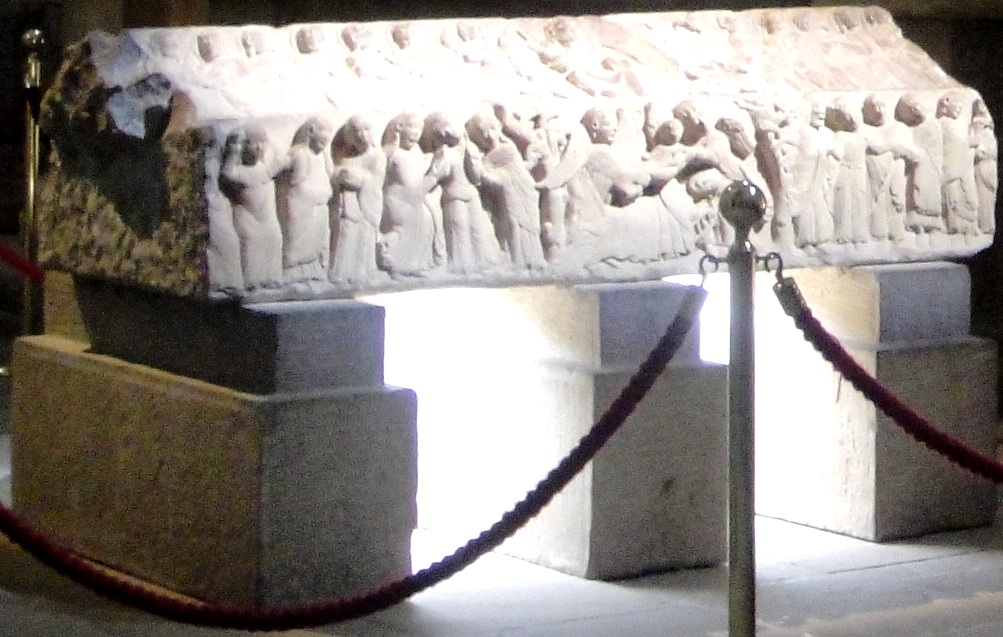
ブランカの棺

ブランカ・ガルセス・デ・ナバラ（スペイン語：Blanca Garcés de Navarra, 1137年 - 1156年8月12日）は、後のカスティーリャ王サンチョ3世の妃。サンチョ3世が王位に就く前に死去した。

## 生涯
ブランカはナバラ王ガルシア6世とその最初の妃マルグリット・ド・レーグルの間の娘である。ブランカは1151年1月にカラオラを出発し、同年2月4日にカリオン・デ・ロス・コンデスにおいて、カスティーリャ摂政で後にカスティーリャ王となるサンチョ3世と結婚した。この結婚は、レオン＝カスティーリャとナバラの関係をより緊密にするために決められた。伝統に従い、ブランカは夫とともに文書を承認していたため、1155年までブランカの活動が確認できる。
1155年11月11日、ブランカは後にカスティーリャ王となるアルフォンソ8世を産んだ。1155年12月以降のブランカの活動は確認できず、ブランカは1156年8月12日に死去した。死因は次子ガルシアを妊娠した際の合併症とみられている。さらに、ブランカはソリアのサン・ペドロ教会に埋葬されている別の子供達も産んでいたことが確認されている。
ブランカの死因が妊娠によるということは、墓碑銘に記されている。しかし彫刻に関しては現存していない。棺の蓋は保存されており、夫サンチョ3世を含む宮廷のメンバーがブランカの死の床でその死を悼む姿が描かれている 。ブランカはサンタ・マリア・ラ・レアル修道院のナバラ王家の墓所に埋葬され、サンチョ3世は妃のために寄進をしている。ブランカの石棺は、視覚的イメージで人間の感情を表現している12世紀の最初の例と見なされている。